# Jogtanácsos

Jogtanácsosnak (vagy vállalati jogtanácsosnak) nevezik a valamely céggel munkaviszonyban álló, az 5 éves jogi egyetem elvégzését és egy vagy több cégnél jogi előadóként letöltött 3 éves szakmai gyakorlatot követően sikeres jogi szakvizsgát tett jogászt, aki kizárólag ennek a cégnek (esetleg a cég leánycégeinek) dolgozik. A jogi előadó a jogtanácsos irányítása és ellenőrzése mellett dolgozik. A vállalati jogász elnevezés mind a jogtanácsosra,  mind a jogi előadóra vonatkozik.

## Magyarországon
Ez a lényegi különbség a jogtanácsos és az ügyvéd között: a jogtanácsos alkalmazott, aki csak egy cégnek (vagy cégcsoportnak) dolgozik, míg az ügyvéd lényegében egyéni vállalkozó (akár egyéni ügyvéd, akár ügyvédi iroda), és külső megbízások alapján számtalan ügyfélnek dolgozik (az ügyvéd nem is állhat munkaviszonyban). Az 1983. évi 3. tvr. szerint a jogtanácsos a szervezet vezetőjének közvetlen felügyelete alatt végzi tevékenységét.
A jogtanácsosok a személyes és üzleti (gazdasági) ügyekben adnak tanácsokat és felvilágosítást az őt foglalkoztató cég(ek)nek jogaikról és kötelességeikről, továbbá igény szerint szerződéseket készítenek nekik és képviselik őket bíróságok és más hatóságok (pl. önkormányzat, adóhatóság, felügyeleti hatóság) előtt. Mindkét esetben a törvényeket és jogszabályokat értelmezik és konkrét helyzetekre alkalmazzák. Ehhez kutatási és kommunikációs képességekre van szükség.
A jogtanácsosok az eseteikben alkalmazandó vagy vonatkozó jogszabályokat alaposan feltárják és elemzik, beleértve a jogszabályok mögötti eredeti jogalkotói szándékot és célokat, valamint a hasonló esetekre vonatkozó bírósági határozatok és ítéletek feltárását és elemzését is. Ehhez saját könyv vagy CD-ROM, illetve DVD formában meglévő joganyagaikat vagy szakkönyvtárakat, speciális szoftvereket használnak. Peres ügyekben, ahol sok a bizonyíték és melléklet, ugyancsak a számítógép segíti az anyagok rendezését és indexelését (visszakereshetőségét) is.
A kutatásban feltárt információkat a jogászok ezután másokkal közlik. Tanácsot adnak ügyfeleiknek, hogy milyen lépéseket érdemes tenni, jogi dokumentumokat, okiratokat készítenek, bár ez utóbbiak készítésével és főként hitelesítésével ma már főleg a közjegyzők foglalkoznak. Jól, egyértelműen és világosan kell tudniuk fogalmazni, az emberekkel udvariasan, hatékonyan és kellő távolságtartással foglalkoznak, a nekik feltárt dolgokról másoknak nem beszélnek, titoktartás kötelezi őket.
A jogtanácsosok által szerkesztett dokumentumok ennek megfelelően áttekinthetőek, a hosszabb dokumentumok elején általában fogalom meghatározások szerepelnek (olykor több oldalon keresztül), hogy véletlenül se lehessen valamit félreérteni vagy félremagyarázni. A számítógéppel készült dokumentumok, például szerződések egy része ismétlődő részeket tartalmaz, azért e munka ezen része hatékony és csak a ráfordított időt tekintve igen nyereséges.

### A foglalkozás története
1950-ben egy új jogszabállyal leválasztották a jogtanácsosokat az ügyvédségről, majd kötelezően előírták, hogy az ügyvédek az önálló praktizálás helyett ügyvédi munkaközösségekbe tömörüljenek. A jogtanácsokra vonatkozó hatályos szabályozás 1983. szeptember hó 1. napján lépett hatályba; egyidejűleg a 17/1971. (IV. 28.) Korm. rendelet illetve az ennek a végrehajtásáról szóló 4/1971. (X. 19.) IM rendelet a hatályát vesztette. A tvr. 2. § (1) bekezdés a) pontját a 2013. évi CCLII. 88. §-a módosította, amelynek következtében a  jogtanácsos kizárólag a felsorolt szervezetek valamelyikének képviseletére jogosult.

### Feladatai[2]
- Részt vesz:
  - gazdasági döntések előkészítésében/ szerződések előkészítése megkötése/
  - belső szabályzatok kidolgozása/munkajogi viták rendezése/
- Tanácsokat ad:
  - általános jogi kérdésekben/ elsősorban cégjogi, gazdálkodással kapcsolatos jogi, munkajogi/
  - befektetésekhez, szerződésekhez, megállapodásokhoz
  - felszámolás előtt és alatti kérdésekben
  - csődmenedzselési kérdésekben
- Képvisel:
  - bíróság előtt és egyéb hatóságok előtt
  - behajtja a cég kinnlevőségeit törvényes jogi úton
  - földhivatali eljárásban
- Elkészíti:
  - a cég szerződéseit,
- Ellenjegyzi:
  - a cég változtatási, módosítási ügyeit a cégbírósághoz való benyújtás előtt

### Állásfoglalások
A jogtanácsosi tevékenységről 2014-ben a Szellemi Tulajdon Nemzeti Hivatala illetve a Magyar Ügyvédi Kamara  adott ki állásfoglalást.
Az SZTNH állásfoglalása szerint "Jogtanácsos jogi tevékenységet kizárólag a Tvr. 2. §-a (1) bekezdésének a) pontjában – kimerítő jelleggel – felsorolt szervezeteknél munkaviszonyban vagy tagsági viszonyban fejthet ki. A taxatív felsorolás egyértelművé teszi, hogy jogtanácsos kizárólag szabadalmi ügyvivői társaság, mint gazdasági társaság keretében (munkaviszonyban vagy tagsági viszonyban) működhet, erre szabadalmi ügyvivői vagy ügyvédi iroda keretében nincs lehetőség. A szabadalmi ügyvivői társaságban folytatott ügyvivői tevékenységre a szabadalmi ügyvivőkről szóló 1995. évi XXXII. törvény tartalmaz részletes szabályokat. A Tvr. 3. §-ának (1) bekezdése szerint jogtanácsos az lehet, akit a törvényszék által vezetett jogtanácsosi névjegyzékbe bejegyeztek, a Vhr. 6. §-ának (1) bekezdése szerint pedig a névjegyzékbe bejegyzett jogtanácsos jogi képviseletet csak jogtanácsosi igazolvány alapján láthat el. A jogtanácsosi igazolványban azokat a szervezeteket kell feltüntetni, amelyeknél a jogtanácsos jogi tevékenységet folytat, illetve a jogtanácsos képviseleti jogosultságát a jogtanácsosi igazolvány tanúsítja [Vhr. 12. § (1) bek.]"
A Magyar Ügyvédi Kamara állásfoglalása értelmében "Az ügyvédi iroda nem foglalkoztathat jogtanácsost vagy jogi előadót."

## A jogi előadó Magyarországon
Jogi előadóként az foglalkoztatható, aki magyar állampolgár, illetve külön törvény szerint a szabad mozgás és tartózkodás jogával rendelkező személy, büntetlen előéletű és egyetemi jogi végzettséggel rendelkezik. Az állampolgársági követelmény alól az igazságügyért felelős miniszter felmentést adhat.
A jogi előadó munkaviszonyban áll. A munkaközösségben dolgozó jogi előadó a munkaközösség alkalmazottja.
A jogi előadó feladata - a jogtanácsos irányítása és ellenőrzése mellett - a jogtanácsosi feladatok ellátásához szükséges szakmai ismeretek elsajátítása és a jogtanácsos munkájának segítése. A jogi előadóra a jogtanácsosra vonatkozó rendelkezéseket megfelelően alkalmazni kell.

## Külföldön

### Jogtanácsosok angolszász országokban
A jogtanácsos Magyarországon használt fogalmának Amerikában az in-house counsel, Angliában a company counsel felel meg) - ezek olyan vállalati jogtanácsosok, akinek rangja és hatásköre néha közvetlenül az első számú vezető után következik. Az Amerikában használt legal adviser (legal advisor) fogalom ennél tágabb értelmű, tehát egyes, a vállalati szférán kívül működő, jogászok is ide tartoznak.